# 格魯米巴赫河
49°51′34.84″N 9°40′51.55″E / 49.8596778°N 9.6809861°E

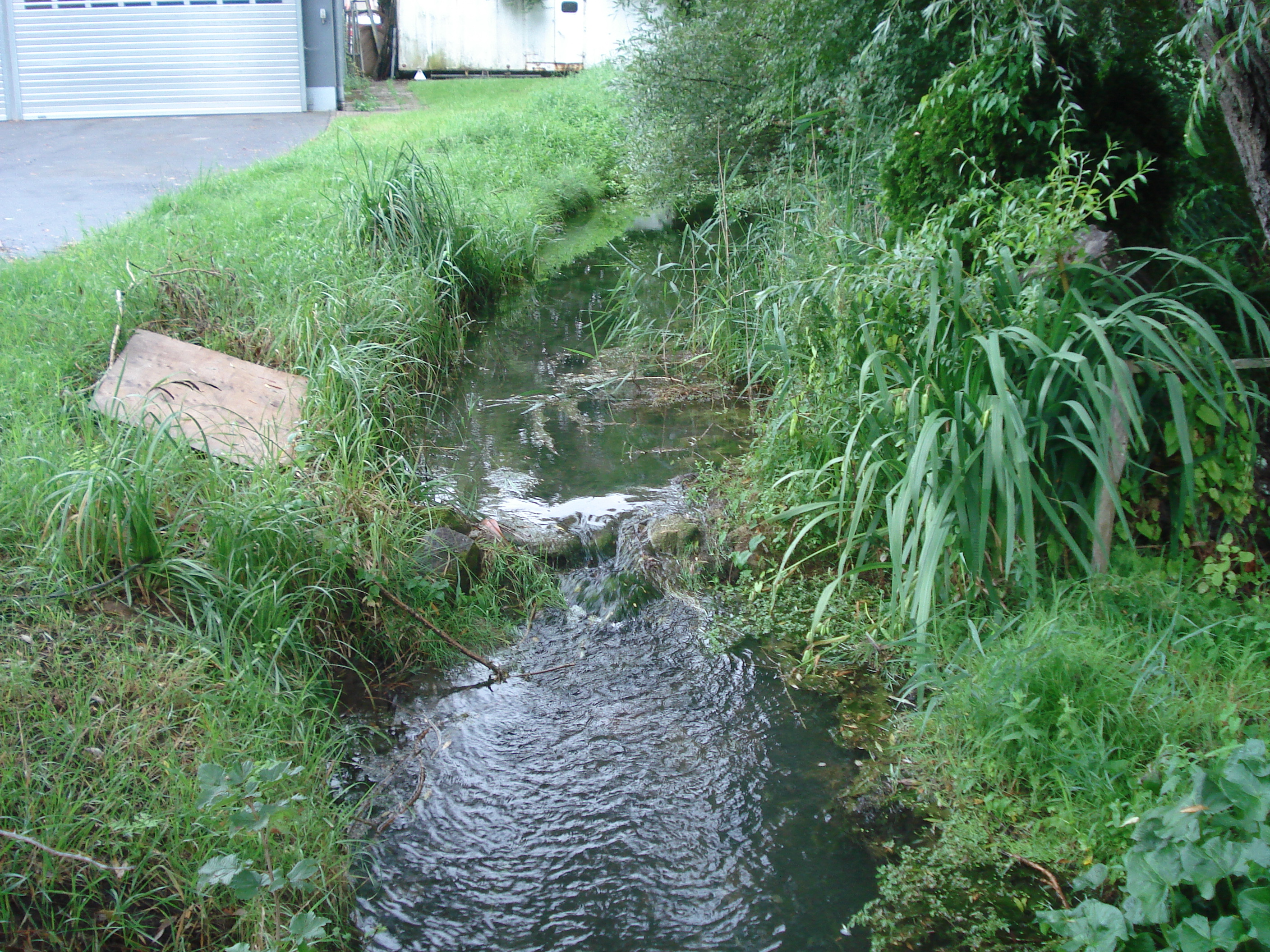

格魯米巴赫河是德國的河流，位於該國東南部，由巴伐利亞負責管轄，屬於卡爾巴赫河的右支流，河道全長5.5公里，流域面積12平方公里，發源自烏爾施普林根。